# Rolf Nevanlinna
Rolf Herman Nevanlinna (Joensuu, 22 octobre 1895 - Helsinki, 28 mai 1980) est un mathématicien finlandais, particulièrement connu pour son travail en analyse complexe.

## Famille
Il est le petit-fils du général suédophone Edouard Neovius († 1888) le répétiteur des cadets en mathématique et aussi enseignant en physique au collège militaire d'Hamina. Son père Otto Neovius suomise leur nom en Nevalinna en 1906. Il était mathématicien et en poste à l'observatoire de Poulkovo de Saint-Pétersbourg. Sa mère est née Magarette Romberg, fille de l'astronome allemand Herman Romberg. Le frère de sa mère était Lorenz Leonard Lindelöf (sv), qui eut comme fils Ernst Leonard Lindelöf, lequel dirigea la thèse de Rolf. Il « baignait » donc dans les mathématiques. Frithiof, son frère aîné, était également mathématicien.
Il se marie en 1919 à une cousine, Mary Selin. Ils ont quatre enfants : Kai (1920-1950), Harri (1922-1994), médecin et membre de la Croix Rouge, Aarne (1925-), écrivain et architecte et Sylvi (1930-1981). En 1946, naît Kristina Nevanlinna, d'une liaison avec l'historienne de l'art Sinikka Kallio-Visapää. Il divorce de Mary Selin et épouse en 1958 l'actrice Mary Hannikainen.

## Formation et fonctions
Il suit la vocation familiale militaire en entrant dans les Jägers avec cinq amis et comme son cousin dans le contexte de la Première Guerre mondiale. Son père l'aidera à comprendre qu'il sert mieux son pays comme mathématicien.
Étudiant de 1913 à 1919 à l'université Alexandre d'Helsingfors, plus tard université d'Helsinki, il suit des études de philosophie (1917) et passe son doctorat en 1919, sous la direction d'Ernst Leonard Lindelöf. Le titre de sa thèse (qui est en allemand) est Über beschränkte Funktionen die in gegebenen Punkten vorgeschriebene Werte annehmen (Sur les fonctions bornées qui prennent des valeurs données en des points donnés). Nommé professeur de mathématiques, il devient doyen de l'université d'Helsinki en 1926. Il voyage en Europe : Göttingen en 1924, est enseignant à l'École polytechnique de Zurich de 1928 à 1929, puis bénéficie d'une bourse Rockfeller pour un séjour en France en 1929. Il est de retour à Göttingen en 1936-1937. Il retourne à Zurich enseigner en 1945. Il revient pour être recteur de l'université d'Helsinki et président de l'U.M.I (union mathématique internationale) de 1959 à 1963. Il est président de l'université de Turku de 1965 à 1970, siège au conseil d'administration de l'Académie Sibelius (il était amateur de musique) de 1941 à 1945 et de 1964 à 1971.

## Politique
Il est aussi connu pour ses positions nationalistes et d'extrême droite sur la culture et la politique, son passage aux Jägers finlandais et bénéficia du soutien d'Edwin Linkomies. Il était un membre actif du Mouvement patriotique. Il présida le comité de recrutement des volontaires finlandais du bataillon de volontaires finlandais de la Waffen-SS qui combattit sur le front russe de 1941 à 1943. En 1944, lors de la paix séparée avec l'URSS il démissionne de son poste de recteur de l'université d'Helsinki, et s'établit en Suisse. Juho Kusti Paasikivi lui ouvrira la porte pour un retour en grâce.

## Distinctions
Le prix Nevanlinna est attribué en son honneur tous les quatre ans depuis 1981 par l'Union mathématique internationale.
En 1948, il est nommé Académicien.
En 1958, il reçoit le prix international Wihuri.